# Abramo
Abramo (in ebraico אַבְרָהָם‎?, AFI: [ʔaβ.raː.ˈhaːm], da cui il significato "Padre di molti"; in arabo ابراهيم‎?, Ibrāhīm; Ur, ... – Terra di Canaan, ...) è un patriarca dell'ebraismo, del cristianesimo e dell'islam.
La sua storia è narrata nel Libro della Genesi ed è ripresa nel Corano. Secondo Genesi (17,5), il suo nome originale era Abram אַבְרָם [ʔaβ.ˈraːm], poi cambiato da Dio in Abraham.
Non esistono testimonianze indipendenti da Genesi dell'esistenza di Abramo: non è possibile determinare con precisione quando sia vissuto né attestarne con sicurezza la storicità. La cronologia interna alla Bibbia colloca Abramo verso il 2000 a.C. La redazione del testo biblico che parla di lui pare essere opera di un redattore sacerdotale, ai tempi dell'esilio babilonese (tra il VII e il VI secolo a.C.). Come in genere succede per i testi riguardanti i patriarchi, non si tratta di biografie, né di racconti storici nel senso comune del termine, ma di fissazione per iscritto di tradizioni orali. La Torah lo riporta nativo di Ur dei Caldei, una città dell'area babilonese nell'odierno Iraq.
Alcuni studiosi ritengono che i racconti su Abramo siano il risultato di tensioni tra gli ebrei: quelli che erano rimasti in Giuda durante la cattività babilonese affermavano il proprio diritto alla terra sulla base di una discendenza da Abramo, mentre i giudei di ritorno dall'esilio attribuivano autorità esclusivamente alla Torah e legavano il diritto alla terra all'Alleanza stretta da Dio con Mosè secondo la tradizione dell'Esodo.

## Il nome
Il nome nella sua forma Abram (אַבְרָם) occorre nel Tanakh solo in Genesi 11,26 e 17,5; in Neemia 9,7 e in I Cronache 1,26. La forma Abraham appare nelle restanti occasioni e tale nome non compare in alcun altro scritto precedente. Incerte forme quali, ad esempio, "A-ba-am-ra-ma", "A-ba-ra-ma" e "A-ba-am-ra-am" sono presenti solo in alcuni testi in lingua accadica risalenti al XIX secolo a.C. e altre forme sono presenti in ulteriori testi rinvenuti nell'area mesopotamica, ma senza alcun certo collegamento con le forme dell'ebraico Abram o Abraham. Il nome riporta il semitico ’aḇ (אָב, sostantivo maschile) con il significato di "padre", la seconda parte del nome può provenire dall'accadico ra'âmu ("amare") o dalla forma del semitico occidentale rwm ("stare in alto"), quindi "padre amato" o "padre glorificato". Il tradizionale significato biblico per Abraham come "padre di una moltitudine" (ולא־יקרא עוד את־שמך אברם והיה שמך אברהם כי אב־המון גוים נתתיך / «Non ti chiamerai più Abram ma ti chiamerai Abraham perché padre di una moltitudine di popoli ti renderò», Genesi 17,5) è una popolare etimologia, anche se potrebbe nascondere un collegamento indiretto con l'arabo ruhâm ("numeroso"), più probabilmente è solo una variante dialettale con l'inserimento della "h", fenomeno già conosciuto nell'aramaico ma anche altrove.
Alexandre Saint-Yves d'Alveydre propone questa interessante assonanza del nome con quello di Brahman affermando che: “Abraham è, come Brahmâ, il Patriarca dei Limbi e del Nirvana... I Brahmi dicono "estinguersi in Brahmâ", così come gli Ebrei dicono "addormentarsi nel seno di Abramo", vale a dire ritornare nei Limbi.”

## Padre di popoli
L'islam considera Abramo antenato del popolo arabo, attraverso Ismaele. Questa parentela con gli Aramei semiti della fine del II millennio a.C. e con i protoarabi della prima metà del I millennio a.C. era piuttosto sentita dagli Ebrei antichi, tanto che le genealogie di Genesi la evidenziano in più punti.
Per ricerche storico-fenomenologiche sembra che i discendenti dell'ultima moglie di Abramo, Keturà (sposata dopo la morte di Sara), possano essere riconosciuti in sedici gruppi protoarabi di nomadi. L'ebraismo, il cristianesimo, l'islam e la fede bahá'í vengono anche dette religioni abramitiche, con riferimento alla loro dichiarata discendenza comune da Abramo.

## Il racconto biblico

Viaggio di Abramo da Ur a Canaan

### Il collegamento con le precedenti genealogie e la prima emigrazione
La genealogia contenuta in Genesi 11,10-32 è, dopo il breve riferimento alla famiglia di Caino (4,17-22), l'elenco dei patriarchi da Adamo a Noè (5) e la discendenza di Noè (10), la quarta inserita nel Libro della Genesi e serve a stabilire un legame tra la storia di Noè e quella di Abramo. Questa quarta genealogia è posta dopo il racconto della torre di Babele (11), quando i popoli sono stati messi in confusione da Dio con l'inserimento nella storia umana delle diverse lingue.
Abram, figlio di Terach e fratello di Nacor e Aran, viveva nella città di Ur con la propria famiglia. Qui sposò la sorellastra Sarah, figlia dello stesso padre, ma di madre diversa. Terach, Abram, Sarah e Lot (il figlio di Aran, che era nel frattempo morto) si spostarono a Carre, città della Mesopotamia settentrionale, l'attuale Harran in Turchia). Lì morì Terach, all'età di 205 anni.

### Dio parla ad Abramo
Un giorno Dio parlò ad Abramo, ordinandogli di lasciare la sua terra e di dirigersi nella terra che lui gli avrebbe indicato. Tre sono le promesse che Dio fa ad Abramo:
- una numerosa discendenza;[20]
- la benedizione, tramite lui, di tutti i popoli della Terra;[21]
- la promessa di un territorio per la sua discendenza.[Nota 4]

Abramo, che aveva a quel punto 75 anni e non era ancora riuscito ad avere figli a causa della sterilità di Sara, obbedì: radunò tutti i suoi beni e partì, lasciando Harran, con sua moglie e il nipote Lot. Quando arrivò nel paese di Canaan nei pressi di Sichem, Dio gli apparve in un luogo chiamato Betel ("Casa-di-Dio") e gli fece la promessa che quella terra sarebbe appartenuta alla sua discendenza. Lì, Abram costruì un altare. Poi piantò la tenda tra Betel e Ai e costruì un altro altare. Infine, si diresse verso il Negev.

### Fuga in Egitto
Per salvarsi dalla carestia a Canaan, Abramo fuggì in Egitto, raccomandando a Sara di spacciarsi per sua sorella, nel timore che la bellezza di lei, pur a 65 anni, potesse attrarre su di lui la violenza degli Egizi; tale sotterfugio, un tema "trasmesso dalla tradizione in varie forme", sarà poi usato anche dal loro figlio Isacco con sua moglie Rebecca (Genesi 26,1-11) e nuovamente da Abramo con Sara in Genesi 20 (in entrambi i casi vittima della menzogna sarà il re Abimelech di Gerar). Nonostante questa precauzione, giunsero voci riguardanti ciò al faraone, che fece condurre i coniugi a palazzo. Abramo lasciò che Sara giacesse con il faraone e in cambio gli venne regalato del bestiame. Il faraone caccia i due dall'Egitto, quando viene a sapere di essere stato ingannato da Abramo ("Allora il faraone convocò Abram e gli disse: «Che mi hai fatto? Perché non mi hai dichiarato che era tua moglie? Perché hai detto: È mia sorella, così che io me la sono presa in moglie? E ora eccoti tua moglie: prendila e vàttene!»") poiché Sara è in realtà anche moglie del patriarca, oltre che sorella (sorellastra), in quanto figlia del padre di Abramo, Terach, con una donna diversa dalla madre del marito (Genesi 12,10-20).

### Lot a Sodoma
Abramo tornò nel Negev dall'Egitto, dove si separò dal nipote Lot, che scelse di trasferirsi nelle vicinanze della città di Sodoma (Genesi 13,9-11).
Nello stesso luogo dove tempo prima Dio gli aveva parlato, Abramo ebbe una nuova rivelazione da Dio: in lui sarebbero state benedette tutte le genti, gli avrebbe concesso una discendenza numerosa come le stelle del cielo e i granelli di sabbia del mare.
Nella Bibbia è citato a questo punto un conflitto militare tra diversi re, difficilmente identificabili. Anche i re di Sodoma e Gomorra furono coinvolti nel conflitto: sconfitti entrambi, le due città furono sottoposte a saccheggio e Lot preso prigioniero. Uno scampato al massacro avvertì Abram del destino del nipote e questi organizzò i propri uomini per liberare Lot, raggiungendo quei re a Dan e sgominandoli.
Il re di Sodoma raggiunse Abram per riscattare i suoi uomini, ma Abram gli restituì tutto quanto era suo senza chiedergli nulla. In questa occasione apparve Melchisedec, "sacerdote del Dio Altissimo" e re di Salem (Gerusalemme), che benedisse Abram al suo ritorno.

### Abram diventa Abramo
In una nuova visione, Dio confermò ad Abram l'Alleanza, che si sarebbe estesa a tutta la sua discendenza. Sara era sterile e avanti negli anni, quindi Abram ritenne opportuno accettare il suggerimento di Sara di avere un figlio con la schiava egiziana Agar, che chiamò Ismaele. Ma Dio apparve nuovamente ad Abramo tredici anni più tardi, confermando che Sara gli avrebbe dato un figlio legittimo nonostante l'età avanzata, e cambiò (Genesi 17,5) il nome da אַבְרָם ("Avràm", traslitterato solitamente con "Abram") in אַבְרָהָם ("Avrahàm", adattato in lingua italiana come "Abramo") e quello di sua moglie Sarai in Sara. In questa occasione Dio dettò anche il precetto della circoncisione, come segno dell'alleanza di Abramo e della sua casa a Dio.

### Isacco
In seguito, un giorno, Abramo vide davanti alla sua tenda tre uomini e li invitò a riposarsi. Diede loro dell'acqua per lavarsi i piedi e la moglie, Sara, preparò delle focacce e del vitello da mangiare. Essi si riposarono e mangiarono. Al momento di andare via, assicurarono che Sara, l'anno successivo, avrebbe avuto un figlio. Sara, all'udire queste parole si mise a ridere, perché era troppo vecchia per avere un bambino. Allora i viandanti risposero dicendo che niente è impossibile a Dio. Sul punto di andarsene, i viandanti rivelarono ad Abramo la volontà di Dio di distruggere Sodoma e Gomorra. Abramo intercedette allora per i giusti che sarebbero morti insieme agli empi e ottenne da Dio la promessa che se in tutta Sodoma e Gomorra avesse trovato solo dieci giusti, a motivo di quei dieci, avrebbe sicuramente risparmiato le città dalla distruzione.

Abramo sacrifica Isacco di Laurent de La Hyre, 1650

L'anno dopo, a primavera, Sara - che aveva 90 anni, mentre Abramo ne aveva 100 - ebbe un figlio e lo chiamò Isacco, cioè «sorriso di Dio». In seguito a ciò si manifestò una violenta gelosia tra Sara e Agar, al punto che Abramo decise di allontanare nel Deserto di Paran Agar e suo figlio Ismaele, dando loro un pane e un otre d'acqua.
Quando Isacco era già un ragazzo, Dio mise alla prova Abramo: gli disse di andare sul monte Moria e di sacrificare a Lui suo figlio Isacco. Abramo accettò, ma mentre legava Isacco per il sacrificio, apparve un angelo che gli ordinò di fermarsi perché Dio aveva apprezzato la sua ubbidienza, benedicendolo "con ogni benedizione".

### Morte di Abramo
Abramo morì e fu seppellito vicino a sua moglie Sara nel campo di Macpela, vicino a Hebron, nel paese di Canaan, che egli stesso aveva comperato dagli Ittiti (Etei) come terreno sepolcrale molti anni prima.

## Abramo nell'islam
Nella cultura islamica, Abramo (in arabo إبراهيم‎?, Ibrāhīm), figlio di ‘Āzar (da alcuni fatto corrispondere al Terah biblico, da altri ritenuto uno zio paterno), è considerato un profeta di grandissimo carisma, tanto che a lui volentieri si rifaceva Maometto nel ricordare il cammino salvifico additato all'umanità da Allah per il tramite di Inviati e profeti. Al suo ultimo figlioletto, avuto da Marya al-Qibtiyya e che sarebbe morto prima di lui, Maometto diede proprio per questo il bene augurante nome di Ibrāhīm.
Nel Corano si ricorda un suo passato di ricerca di Dio attraverso lo spettacolo degli astri e di hanīf (puro monoteista non inserito in alcuna religione), prima di approdare mercé Allah alla vera fede.
Nel Corano è ricordato spesso come "amico [di Dio]" (Khalīl). A lui e a suo figlio Ismāʿīl viene affidato da Allah il compito di ricostruire la Kaʿba, fatta da Lui calare dal Cielo ma distrutta poi dal Diluvio Universale.
L'intera sūra 14 è intitolata ad Abramo, ma il personaggio viene citato solo poche volte. Si racconta del sacrificio del figlio di Abramo, che la tradizione è divisa nell'identificare con Ismaele o Isacco, ma prevale la prima interpretazione. Il racconto è reperibile nella sūra al-Ṣāffāt, ayāt 100-107. In ricordo di questo evento, il decimo giorno del mese Dhū l-Ḥijja o "Mese del Pellegrinaggio" la ‘Īd al-Aḍḥā ("Festa del Sacrificio", nota nel mondo islamico con molti nomi, tra cui ‘Īd al-Qurbān "Festa dell'Offerta" o ‘Īd al-Kabīr "Festa Grande").

## La filosofia di Kierkegaard analizza la fede di Abramo
(Lettera agli Ebrei capitolo 11, versetti 17 - 19)
Secondo il racconto biblico, Dio comanda ad Abramo (senza dare nessuna spiegazione) di sacrificare il figlio, l'unico suo figlio "legittimo", Isacco.
Søren Kierkegaard in una delle sue più importanti opere, ovvero Timore e tremore, analizza e spiega la grande fede di Abramo nell'accettare tale sacrificio, "senza colpo ferire". Per l'etica del tempo in cui visse il patriarca, tale comportamento era inspiegabile. In Timore e tremore, Kierkegaard analizza il personaggio Abramo spiegando le ragioni etiche-religiose di un simile comportamento. In una delle versioni della sua opera a cura di Cornelio Fabro, il curatore rileva che Abramo è chiamato dal filosofo danese «eroe della fede» e «modello del cristianesimo straordinario».
Infatti Abramo non valicò con inopportune riflessioni "i limiti della Fede [...] Il padre della fede rimase nella fede lungi, dai limiti, da quei confini in cui la fede svanisce in riflessioni".
Il gesto di Abramo secondo Fabro «rivela l'essenza della religiosità e ci porta alla soglia della fede cristiana: la religione (la fede) è il fondamento della morale, non la morale il fondamento della fede».
Abramo, «non dubitò: non si mise a sbirciare a destra e a sinistra per trovare qualche scappatoia. Egli sapeva che era Dio, l'Onnipotente, che lo metteva alla prova: sapeva che si poteva esigere da lui il sacrificio più duro: ma sapeva anche che nessun sacrificio è troppo duro quando è Dio che lo vuole».
Kierkegaard mette qui in evidenza che l'etica religiosa mostrata da Abramo fu superiore a qualsiasi altro 'tipo' di etica. Un uomo etico nel tempo di Abramo si sarebbe comportato diversamente. Isacco era sì figlio suo, ma anche di Sara, sarebbe stato quindi giusto ed "etico" che per un sacrificio così grande ne parlasse con sua moglie e con persone vicine alla sua famiglia come Eliezer. Era eticamente opportuno che parlasse di quel comando ricevuto da Dio e del suo proposito di eseguirlo. Ma non lo fece.
Ecco invece che qui Kierkegaard spiega in contrapposizione alla normale etica, l'etica superiore, quella di Dio che include la fede senza riserve in Lui. Abramo non tentenna, non pensa a nessuna conseguenza, non fa calcoli, non ha dubbi di nessun genere, ripone la sua totale fiducia in Dio. Se Dio comanda, qualunque sia il suo comando, ci sarà senza dubbio una valida ragione anche se non da noi compresa, e quella ragione che ha a che fare con una grande fede senza riserve, surclassa ogni altra ragione e ogni altro comportamento decisionale.

## La critica storica

### Storicità
Fino alla seconda metà del XX secolo importanti archeologi come William Foxwell Albright e biblisti come Albrecht Alt credevano che i patriarchi e le matriarche fossero individui reali (o composizioni credibili di persone) e che avessero vissuto nell'"età patriarcale", ovvero il II millennio a.C.
A partire dagli anni 1970, tuttavia, questa visione subì crescenti critiche da parte degli studiosi: in particolare, John van Seters e Thomas L. Thompson sottolinearono la mancanza di prove convincenti che i patriarchi fossero vissuti nel II millennio a.C. e notarono come alcuni testi biblici riflettessero le condizioni e le tematiche del I millennio a.C. Van Seters esaminò le storie patriarcali e sostenne che i loro nomi, ambiente sociale e messaggi suggerivano fortemente che fossero creazioni risalenti all'età del ferro. All'inizio del XXI secolo gran parte degli archeologi avevano ormai perso ogni speranza di recuperare qualsiasi prova che rendesse storicamente credibili le figure di Abramo, Isacco e Giacobbe, tuttavia la tomba del profeta Abramo e dei suoi familiari, oggigiorno nota come Tomba dei Patriarchi e collocata nell'antica città di Ebron, è attualmente riconosciuta come patrimonio dell'UNESCO.
Si pose, quindi, il problema di identificare almeno il contesto storico che aveva dato origine al racconto.

### L'origine del racconto
L'origine della figura di Abramo è attualmente fonte di controversia tra gli studiosi: la sua storia, come quella degli altri Patriarchi e dell'Esodo, ebbe con ogni probabilità una sostanziale tradizione orale, essendo peraltro egli menzionato nel Libro di Ezechiele e nel Libro di Isaia, scritti prima del Libro della Genesi. L'opinione attuale degli studiosi è che il Pentateuco abbia raggiunto la forma attuale durante il periodo in cui la Giudea era dominata dall'Impero achemenide (VI-IV secolo a.C.).
Nel Libro di Ezechiele, scritto durante l'esilio babilonese (prima metà del VI secolo a.C.), il profeta Ezechiele, in esilio anch'egli a Babilonia, afferma che coloro che sono rimasti in Giuda rivendicano la proprietà della terra sulla base dell'eredità di Abramo; il profeta dice però loro che essi non hanno alcuna pretesa perché non osservano la Legge di Dio. Il Libro di Isaia testimonia similmente la tensione tra il popolo di Giuda e gli ebrei di ritorno dopo l'esilio (i gôlâ), affermando che Dio è il padre di Israele e che la storia di Israele inizia con l'Esodo e non con Abramo. Tali tensioni sono testimoniate anche dal Libro di Esdra e dal Libro di Neemia, lasciando intendere che la figura di Abramo fosse preminente tra coloro che erano rimasti in Giuda durante l'esilio.
Numerosi studiosi biblici hanno confinato il personaggio nel mito, negandone una sostanziale veridicità storica, sottolineando tra l'altro come il nome di Abramo non compaia nei testi e nei profeti risalenti al periodo precedente l'esilio di Babilonia, per i quali invece viene usato il termine più generico di "padri" per indicare la generazione dell'Esodo. Pertanto, l'arrivo di Abramo in Palestina e le vicende della sua integrazione tra la popolazione locale furono redatte come modello per un'integrazione pacifica degli ebrei reduci dall'esilio babilonese tra le popolazioni della Palestina a loro contemporanea.
L'orientalista Mario Liverani ha proposto di vedere nel nome Abramo l'eponimo mitico di una tribù palestinese del XIII secolo a.C., quella dei Raham, di cui si è trovata menzione nella stele di Seti I trovata a Bet-She'an e risalente all'incirca al 1289 a.C. La tribù abitava probabilmente nella zona circostante o vicina a Bet-She'an, in Galilea (la stele infatti si riferisce a lotte avvenute nella zona). Le tribù semitiche seminomadi e pastorali dell'epoca usavano anteporre al proprio nome il termine banū ("figli di"), per cui si ipotizza che i Raham chiamassero loro stessi Banu Raham ("figli di Raham"). Inoltre, molte di esse interpretavano i legami di sangue tra i membri della tribù come una discendenza comune da un antenato eponimo (cioè che ha dato il nome alla tribù), anziché come risultato di legami intra-tribali. Il nome di questo mitico antenato eponimo veniva costruito con il patronimico (prefisso) Abū ("padre"), seguito dal nome della tribù; nel caso dei Raham, sarebbe stato Abu Raham, poi divenuto Ab-raham, Abramo. Il viaggio di Abramo da Ur a Harran fino in Palestina si spiegherebbe come un riflesso retrospettivo della vicenda del ritorno degli ebrei dall'esilio di Babilonia.

### Altre ipotesi
Nonostante il discredito ricevuto dall'ipotesi evemerista, soprattutto all'infuori della comunità scientifica sono state avanzate ulteriori ipotesi riguardo a una possibile reale esistenza storica della figura di Abramo.

#### Ipotesi sumera
Etimologicamente il suo nome originale Ab.Ram, che in sumero significa padre amato, non è accadico; secondo il racconto biblico, infatti, Abramo nacque a Ur, città sumera, da dove pure veniva tutta la sua famiglia. La sua vita viene collocata nel Periodo di Isin-Larsa (ovvero Ur III) circa 650 anni prima dell'esodo d'Egitto. Il padre Terach (anche il suo nome etimologicamente si traduce dal sumero in Prete Oracolo) sarebbe stato un cultore della divinità sumera Nanna, venerata sia a Ur sia a Harran, e secondo leggende ebraiche posteriori sarebbe stato anche un costruttore di statue di divinità sumere. Anche la moglie/sorellastra aveva un nome sumero, Sarai, equivalente a Principessa. L'omicidio, anche quello sacrificale, era contemplato dalla società sumera di cui faceva parte Abramo, mentre era eticamente sbagliato tra le popolazioni semitiche che qualsiasi padre sopprimesse il proprio figlio.
Sostanzialmente Abramo dopo essersi spostato dalla terra di Sumer intorno al 2050 a.C. spinto da Elamiti e Amorriti nella città di Harran, adottò solo in età molto inoltrata usi e costumi delle altre culture afro-mediorientali semitiche ed egizie che aveva a quel punto incontrato, circoncidendosi, adottando il dio locale semita El, abolendo i sacrifici umani, adattando il suo nome e quello della moglie alla lingua locale semita.

#### Ipotesi siriaca
Fino a quando la storia dell'antico Israele è stata scritta seguendo come modello il racconto biblico, si è dato per scontato anche che Abramo fosse originario, come citato testualmente sulla Bibbia, della città di "Ur dei Caldei" (cioè la Ur sumera). Questa idea è seguita ancora oggi non solo in ambienti conservatori protestanti ma anche in altri ambiti.
Verso la fine dell'Ottocento i filologi tedeschi hanno cominciato a contestare il modello storico biblico, ipotizzando che l'Abramo storico fosse un personaggio originario di Urfa nella Siria settentrionale o di Urartu o altre località ancora nell'odierna Turchia. Gli argomenti usati per questa ipotesi erano sostanzialmente tre:
- probabilmente Abramo apparteneva alla stirpe degli Amorrei (o Amorriti) che tra il XX e il XIX secolo a.C. si erano spostati con onde migratorie dalla Siria verso la Mesopotamia e Canaan[58];
- sia Abramo sia i suoi discendenti usavano cercare moglie nelle zone della Siria per poi condurle con loro in Cananea;
- diventa più sensata la tappa a Harran, nella Turchia sudorientale.

Secondo questa ipotesi, Abramo avrebbe seguito le migrazioni generatesi con la forte pressione demografica su terreni che si stavano progressivamente desertificando. Poiché gli Amorrei erano popoli semi-nomadi di cultura pastorale, appariva più probabile e sensata la migrazione dalla Siria del Nord alla ricerca di pascoli, piuttosto che dalla opulenta Caldea.

#### Ipotesi mitannico-egizia
Una diversa collocazione storica di Abramo viene proposta da Flavio Barbiero, un ingegnere, saggista e biblista autodidatta. Egli ipotizza la sua appartenenza all'alta nobiltà del regno di Mitanni al tempo in cui in Egitto regnava Thutmose III, nella prima metà del XV secolo a.C.
Secondo Barbiero, Abramo e il nipote Lot lasciarono il paese d'origine in qualità di ostaggi dopo la sconfitta del loro regno da parte del faraone, destinati a governare i protettorati egizi della Palestina.

## Filmografia
Nella grandissima produzione biblica a cui il cinema è sempre ricorso, ad Abramo hanno prestato il volto celebri star di Hollywood, tra i quali si ricordano:
- George C. Scott in La Bibbia (1966) di John Huston.
- Richard Harris in Abramo (1993) di Joseph Sargent.
- Martin Landau in In the Beginning - In principio era (2000) di Kevin Connor.

### Riferimenti
1. ↑   Gen 17,5, su La Parola - La Sacra Bibbia in italiano in Internet.
2. 1 2  Hans Küng, Ebraismo, p. 25.
3. ↑   William H. Shea, Chronology of the Old Testament, in David Noel Freedman e Allen C. Myers (a cura di), Eerdmans Dictionary of the Bible, Eerdmans, 2000  [1987],  p. 248.
4. ↑   P. Kyle McCarter Jr., Abraham, in David Noel Freedman e Allen C. Myers (a cura di), Eerdmans Dictionary of the Bible, Eerdmans, 2000  [1987],  pp. 8-10.
5. ↑  Hans Küng, Ebraismo, p. 24.
6. ↑  Jean Louis Ska,  The Exegesis of the Pentateuch: Exegetical Studies and Basic Questions., Mohr Siebeck, 2009,  pp. 30–31., 227-228, 260.
7. ↑  Hannah Kasher, in Encyclopaedia Judaica I, 2ed. 2007, p.280
8. ↑  La Gnose, maggio 1911, p. 147
9. ↑  Hans Küng, Ebraismo, p. 28.
10. ↑  E. A. Knauf, Ismael. Untersuchungen zur Geschichte Palästinas und Nordarabiens im 1. Jahrtausend vor Christus, Wiesbaden, 1985, p. 113, citato da H. Küng, Ebraismo,  p. 702, nota 27.
11. ↑   Gn 11,10-32, su La Parola - La Sacra Bibbia in italiano in Internet.
12. ↑   Gn 4,17-22, su La Parola - La Sacra Bibbia in italiano in Internet.
13. ↑   Gn 5, su La Parola - La Sacra Bibbia in italiano in Internet.
14. ↑   Gn 10, su La Parola - La Sacra Bibbia in italiano in Internet.
15. ↑   Gn 11, su La Parola - La Sacra Bibbia in italiano in Internet.
16. ↑  Genesi,  Gen 11,28-29, su laparola.net.
17. ↑  Genesi,  Gen 20,12, su laparola.net.
18. ↑  Genesi,  Gn 11.27-32, su laparola.net.
19. ↑  Genesi,  Gen 12, su laparola.net.
20. ↑  Genesi,  Gn 13.16; 15.5; 17.4-6; 22.17; 26.4; 26.24; 28.14; 35.11; 47.27; 48.4, su laparola.net.
21. ↑  Genesi,  Gn 18.18; 22.18; 26.4; 28.14, su laparola.net.
22. ↑  Raymond E. Brown, Joseph A. Fitzmyer, Roland E. Murphy, Nuovo Grande Commentario Biblico, Queriniana, 2002, p. 25, ISBN 88-399-0054-3.
23. ↑  Bibbia TOB, Elle Di Ci Leumann, 1997, p. 83, ISBN 88-01-10612-2.
24. ↑   Gen 26,1-11, su La Parola - La Sacra Bibbia in italiano in Internet.
25. ↑   Gen 20, su La Parola - La Sacra Bibbia in italiano in Internet.
26. ↑   Gn 12,10-20, su La Parola - La Sacra Bibbia in italiano in Internet.
27. ↑   Gn 13,9-11, su La Parola - La Sacra Bibbia in italiano in Internet.
28. ↑  Genesi,  Gn 13,14-17, su laparola.net.
29. ↑   Gn 17,5, su La Parola - La Sacra Bibbia in italiano in Internet.
30. ↑  Genesi,  Gn 17,15, su laparola.net.
31. ↑  Raymond E. Brown, Joseph A. Fitzmyer, Roland E. Murphy, Nuovo Grande Commentario Biblico, Queriniana, 2002, pp. 25, 27, ISBN 88-399-0054-3.
32. ↑   al-An`ām (Il bestiame), su corano.it. URL consultato il 3 agosto 2015 (archiviato dall'url originale il 23 settembre 2015).
33. ↑   Donne e Islam. URL consultato il 3 agosto 2015 (archiviato dall'url originale il 14 agosto 2015).
34. ↑  Sūra IV, versetto 125.
35. ↑  Cor., XXII:26.
36. ↑   Ibrâhîm (Abramo). URL consultato il 3 agosto 2015 (archiviato dall'url originale il 23 settembre 2015).
37. 1 2   I Ranghi, su corano.it. URL consultato il 3 agosto 2015 (archiviato dall'url originale il 3 luglio 2015).
38. ↑   La festa del Sacrificio.
39. ↑  Timore e tremore, di Søren Kierkegaard, a cura di Cornelio Fabro, Bur-Rizzoli, Milano, 1986-2009 ISBN 978-88-17-16562-4.
40. ↑  Fabro in Timore e tremore p. 12 citando il pensiero del filosofo danese riportato in altra sua opera: Diario di Søren Kierkegaard, 1851-1852, X4 A357, tr. it n. 3537, t. IX p. 54 sgg.
41. ↑  Opera citata, p. 17.
42. ↑  Opera citata, p. 18.
43. ↑  (EN) William Foxwell Albright, The Biblical Period from Abraham to Ezra, Harper & Row, 1965. URL consultato il 4 maggio 2021.
44. ↑  (EN) Thomas L. Thompson, The Historicity of the Patriarchal Narratives: The Quest for the Historical Abraham, Walter de Gruyter GmbH & Co KG, 24 maggio 2016, ISBN 978-3-11-084144-2. URL consultato il 4 maggio 2021.
45. ↑  (EN) John Van Seters, Abraham in History and Tradition, Echo Point Books and Media, 2014-03, ISBN 978-1-62654-910-4. URL consultato il 4 maggio 2021.
46. ↑  (EN) William G. Dever, What Did the Biblical Writers Know and When Did They Know It?: What Archeology Can Tell Us About the Reality of Ancient Israel, Wm. B. Eerdmans Publishing, 10 maggio 2001, ISBN 978-0-8028-2126-3. URL consultato il 4 maggio 2021.
47. ↑  (EN) William G. Dever, Has Archaeology Buried the Bible?, Wm. B. Eerdmans Publishing, 18 agosto 2020, ISBN 978-1-4674-5949-5. URL consultato il 4 maggio 2021.
48. ↑  (EN) Michael David Coogan, The Oxford History of the Biblical World, Oxford University Press, 2001, ISBN 978-0-19-513937-2. URL consultato il 7 settembre 2021.
49. ↑   Ezechiele 33:24, su laparola.net.
50. ↑   Isaia 63:16, su laparola.net.
51. 1 2 3 4  (EN) Jean Louis Ska, The Exegesis of the Pentateuch: Exegetical Studies and Basic Questions, Mohr Siebeck, 2009,  p. 44, ISBN 978-3-16-149905-0.
52. ↑  Cristiano Grottanelli, "La religione d'Israele prima dell'Esilio", in: (a cura di Giovanni Filoramo) Storia delle religioni 2. Ebraismo e Cristianesimo, Roma-Bari, Editori Laterza, 1995 e succ. ediz., p. 10, che cita come fonte Thomas L. Thompson, The Historicity of Patriarchal Narratives, Berlino, de Gruyter, 1974.
53. ↑  Mario Liverani, Oltre la Bibbia. Storia antica di Israele, Laterza, 2007, pp. 29-30, ISBN 978-88-420-7060-3.
54. ↑  Mario Liverani, Oltre la Bibbia. Storia antica di Israele, Laterza, 2007, pp. 275-296, ISBN 978-88-420-7060-3.
55. ↑  K. Kitchen 2003, pp. 358–359; Albright 1963, pp. 4, 7; Bright 1981, p. 83; LaSor, Hubbard and Bush 1996, pp. 41–43; Rooker 2003, pp. 233–235 Vedere bibliografia.
56. ↑  G. Archer 2007, p. 183 Vedere bibliografia.
57. ↑  (EN)  H. W. F. Saggs, «Ur of the Chaldees. A Problem of Identification», in Iraq 22, Ur in Retrospect, In Memory of Sir C. Leonard Woolley, 1960, p. 200-209; (EN) A. R. Millard, «Where Was Abraham's Ur?» (archiviato dall'url originale il 1º febbraio 2019)., in Biblical Archaeology Review, Maggio/Giugno 2001 (consultato il 13/04/2011).; M. Gorea, «Abraham et Ur», in Religions & Histoire nº 37, marzo-aprile 2011, p. 53.
58. ↑  Helmer Ringgren,  Israele - I padri, l'epoca dei Re, il giudaismo., ed. Jaca Book, Milano, 1987, ISBN 88-16-32011-7, p. 40.
59. ↑  Flavio Barbiero, La Bibbia senza segreti, Editore Profondo Rosso, 2010.